# Arturo Hernández Grisanti
Arturo Hernández Grisanti (Río Caribe, estado Sucre, Venezuela, 4 de agosto de 1927-20 de noviembre de 2008) fue un profesor, diplomático y político venezolano, diputado, senador, ministro de Energía y Minas y presidente de la Organización de Países Exportadores de Petróleo (OPEP).

## Carrera
En 1951 se graduó de abogado magna cum laude y de doctor en Ciencias Políticas en la Universidad Central de Venezuela. Desde joven mostró vocación por el servicio público, y en 1948 se desempeñó como asistente del gobernador de Caracas, Gonzalo Barrios, durante la presidencia de Rómulo Gallegos, siendo estudiante universitario.
En 1959, siendo presidente Rómulo Betancourt, fue designado director general del Ministerio de Minas e Hidrocarburos a los 32 años, cuyo titular era el Juan Pablo Pérez Alfonzo. Como viceministro y en diversas oportunidades encargado del despacho, participó activamente junto a Pérez Alfonzo en la formulación y ejecución de una política petrolera de Estado que tuvo entre sus principales logros la fundación de la Organización de Países Exportadores de Petróleo (OPEP), la creación de la Corporación Venezolana del Petróleo (CVP), la formación de la Comisión Coordinadora para la Conservación y el Comercio de los Hidrocarburos, la tecnificación del Ministerio de Minas e Hidrocarburos, el mejoramiento de la participación fiscal en los ingresos de las empresas internacionales concesionarias, la nacionalización de los recursos humanos de dichas empresas y el impulso de la industria petroquímica nacional.
Entre 1964 y 1984 fue diputado del Congreso Nacional por su estado natal. Fue presidente de la Comisión de Minas e Hidrocarburos de la Cámara de Diputados, y en 1970 estuvo al frente de una comisión especial del parlamento que propuso una reforma de la Ley de Impuesto sobre la Renta, la cual hizo posible que Venezuela fuese el primer país exportador de petróleo que fijó unilateralmente los precios de referencia del petróleo. La OPEP, que recoge en sus libros de historia esta trascendental decisión, estableció un régimen de igual tenor en el resto de los países miembros después de la decisión soberana de Venezuela. Entre 1979 y 1984, ante la centralización de las reservas de Petróleos de Venezuela en el Banco Central de Venezuela, Hernández Grisanti, sin objetar al principio legal de que el Instituto Emisor es el custodio de las reservas internacionales del país, inició acciones parlamentarias para garantizar la solvencia financiera de la casa matriz. Junto con el diputado Freddy Muñoz y otros congresistas, promovió una reforma de la Ley de Banco Central de Venezuela, la cual determinó la creación de un fondo rotatorio en divisas para que PDVSA contara con los recursos necesarios para su normal funcionamiento e inversiones. Paralelamente presentó un proyecto de reforma de la Ley de Impuesto sobre la Renta para colocar un límite a la facultad del Poder Ejecutivo para fijar los valores fiscales de exportación, los cuales habían sido elevados considerablemente por el Ejecutivo cuando caían los precios del petróleo, logrando un equilibrio entre la participación fiscal del Estado y las necesidades de recursos financieros de PDVSA.
En 1984 Hernández fue designado ministro de Energía y Minas por el presidente Jaime Lusinchi. En 1986 fue presidente de la OPEP, y durante su gestión, formuló una propuesta para detener el agudo deterioro de las cotizaciones del crudo en medio de la guerra de precios del momento, retomar la defensa de los precios como principio cardinal de las acciones de la organización y estabilizar el mercado dentro de un valor justo y remunerativo tanto para los países exportadores como consumidores. Como presidente de la OPEP coordinó la primera reunión entre países exportadores miembros y no miembros de la organización, iniciando un diálogo permanente con México, Egipto, Omán, China, Brunéi, Noruega y Rusia; además, le correspondió firmar los primeros acuerdos de cooperación petrolera con China, todavía vigentes, y extendió la política de integración vertical de PDVSA mediante la adquisición del 50% de las empresas CITGO y Champlin en Estados Unidos, la expansión de la asociación con VEBA OEL en tanto Alemania como Europa, y la compra de un 50% de la empresa sueca Nynas Petroleum.
En 1988 fue elegido senador por el estado Sucre y luego presidente de la Comisión de Energía y Minas del Senado, concluyendo su servicio público como embajador de Venezuela en España, en México y en Portugal entre 1989 y 1997. Hernández fue socialdemócrata desde sus días universitarios y fue miembro del comité ejecutivo nacional, subsecretario general y jefe de la fracción parlamentaria dentro del partido Acción Democrática. Compitió en 1981 con el Jaime Lusinchi por la secretaría general de su partido, antes de la nominación presidencial, en la cual resultó vencedor el entonces senador de Anzoátegui.
Hernández se desempeñó como vicepresidente del Parlamento Latinoamericano, y sustituyó a Tomás Pablo Elorza como presidente después de que Pablo Elorza renunciara en septiembre de 1973 debido al golpe de Estado en Chile. También fue profesor de Política Petrolera de la Universidad Simón Bolívar. Escribió diversos ensayos sobre temas económicos y petroleros y realizó un gran número de discursos en el Congreso que demuestran su nacionalismo y su consecuente adhesión al ideario político, petrolero, socioeconómico y conservacionista de Juan Pablo Pérez Alfonzo, a quien profesaba una profunda admiración. 

## Vida personal
Estuvo casado con María Antonieta Sierra Cifuentes, con quien tuvo tres hijos: María Carolina, Arturo José y Álvaro Francisco. Luego de enviudar, contrajo matrimonio en segundas nupcias con Graciela Riquezes Díaz.